# Acide acétolactique
L'acide acétolactique est un précurseur de la biosynthèse des acides aminés ramifiés : la valine, la leucine et l'isoleucine. Il est lui-même produit par condensation de deux molécules de pyruvate par l'acétolactate synthase, et peut être décarboxylé en acétoïne par l'acétolactate décarboxylase,.